# Ája
Ája (آية‎, mn. č. aját آيات‎, arabsky „znamení“) je označení pro verš Koránu. Každá súra je rozdělená na áje, přičemž ta nejkratší má tři a ta nejdelší 286 ájí. V Koránu je celkem 6236 veršů a v rámci každé súry jsou číslovány. Konec každé áje je označený jejím číslem, které je uzavřené v ozdobném symbolu ۝ (U+06DD).